# 八雲バイパス
八雲バイパス（やくもバイパス）は、北海道二海郡八雲町にある国道5号のバイパス道路。車線数は4車線。八雲町の市街中心部を通っていた旧国道は交通量の増加や車両の大型化に伴い交通渋滞や騒音などの問題が発生していた。そこで、円滑な交通の確保と生活環境の改善、沿道の土地利用を誘導するためにバイパス道路を整備した。

## 歴史
- 1983年（昭和58年）：完成4車線である内の山側2車線を供用開始[3]。

## 道路施設
- 端の巣別橋（上り：18.64 m、下り：18.64 m）[4]
- 東雲橋 (3.00 m)[4]
- 八雲大橋（上り：305.20 m、下り：305.20 m）[4]
- 立岩1号橋 (4.00 m)[4]
- 立岩2号橋 (4.00 m)[4]
- 新鷲の巣橋（上り：19.64 m、下り：19.64 m）[4]

## 地理
バイパス道路起点から遊楽部川に架かる八雲大橋までの沿道にはロードサイド店舗がある。また、八雲漁港や八雲総合病院に近接している。
交差する道路
- 北海道道1029号花浦内浦線（本町大通）[1]
- 北海道道572号八雲港線
- 北海道道42号八雲北檜山線（出雲通）[1]
- 北海道道202号八雲停車場線（富士見通）[1]
- 宮園通[1]
- 国道277号（八雲・熊石通）[1]
- 北海道道1029号花浦内浦線（本町大通）[1]

## 参考資料
- 川村勝幸、池田兵十郎、水島憲三 (1986). 一般国道5号八雲バイパス整備効果について (PDF) (Report). 土木研究所寒地土木研究所. 2017年3月30日閲覧。
- “八雲都市計画道路位置図”, 第1回八雲町都市計画マスタープラン等改定委員会 (八雲町), (2013)